# Springfield, Maine
Springfield är en kommun i Penobscot County i delstaten Maine, USA.